# Samuhú (Chaco)
Samuhú es una localidad argentina situada en el Departamento San Lorenzo, en la provincia del Chaco. Se encuentra localizada a 200 km al oeste de la ciudad de Resistencia.

## Toponimia
Samuhú proviene de la lengua guaraní "samu’ũ", y significa palo borracho o yuchán.

## Historia
Samuhú empezó a poblarse hacia el año 1910, cuando un grupo de hombres encabezado por Don Pedro Mántaras se estableció en el lugar con obraje y carrerías. 
Su fecha de fundación es el 15 de noviembre de 1911.
Su santo patrono es San Cayetano. Su festividad se celebra el 7 de agosto.

## Población
Cuenta con 1,251 habitantes (Indec, 2010), lo que representa un incremento del 5% frente a los 1,191 habitantes (Indec, 2001) del censo anterior. En el municipio el total ascendía a los 2,22350,823 habitantes (Indec, 2001).
| Gráfica de evolución demográfica de Samuhú entre 1991 y 2010 |
|                                                              |
| Fuente: Censos nacionales del INDEC                          |

## Vías de comunicación
Su principal vía de acceso es la ruta provincial 4, que la comunica por pavimento al norte con Villa Berthet. Otra ruta que la atraviesa es la provincial 13, que la vincula al este con Haumonia y la Ruta Nacional 11, y al oeste con Enrique Urién y Villa Ángela.